# RAB37
RAB37‏ (RAB37, member RAS oncogene family) هوَ بروتين يُشَفر بواسطة جين RAB37 في الإنسان.